# Bob Doyle
Robert Andrew Doyle (Dublín, 12 de febrero de 1916 - Londres, 22 de enero de 2009), más conocido como Bob Doyle, fue un activista irlandés que combatió en las Brigadas Internacionales durante la guerra civil española en favor de la legalidad republicana y en la Segunda Guerra Mundial. Fue el último brigadista irlandés vivo.

## Biografía
Miembro de una humilde familia, su nacimiento coincidió con el levantamiento de Pascua contra el Reino Unido. La situación familiar de pobreza persistió en el tiempo y el crac de 1929 mostró a Bob la dureza de las condiciones de vida de los trabajadores. Pronto se vinculó con los movimientos de la izquierda política irlandesa, como el Ejército Republicano Irlandés (IRA), enfrentados a los Camisas Azules de inspiración fascista liderados por Eoin O'Duffy. En una refriega con estos perdió la visión de un ojo. 
Al estallar la Guerra Civil en España, la muerte en la batalla del Jarama de su amigo, Kit Conway, le impulso a incorporarse a las Brigadas Internacionales. No pudo hacerlo en un primer intento vía Valencia, y lo consiguió en un segundo cruzando a pie los Pirineos desde Francia. Aunque los cuadros de las Brigadas no quisieron asignarle un lugar en el frente, desobedeció las órdenes y, encuadrado en la Columna Connolly como la mayoría de sus compatriotas, combatió en el frente de Aragón. En la primavera de 1938 fue hecho prisionero en Gandesa por la unidad italiana de los Flechas Negras, junto con el líder de las brigadas internacionales Frank Ryan. Pasó once meses en el campo de concentración de San Pedro de Cardeña, cerca de Burgos, donde fue torturado regularmente por los guardias franquistas e interrogado por la Gestapo. Consiguió ser puesto en libertad en un intercambio de prisioneros brigadistas por italianos.
Tras regresar a su tierra, participó en la Segunda Guerra Mundial en la marina mercante británica y, a su término, marchó a vivir a Londres. Se casó con una asturiana y tuvo dos hijos, Roberto y Julian Doyle, conocido cineasta británico. El resto de su vida lo pasó entre la capital británica, Irlanda y España, donde viajaba cada año, incluso en la dictadura franquista, visitando los escenarios del conflicto, en especial Jarama y Brunete, llevando propaganda política de forma ilegal.
En sus últimos años publicó el libro Memorias de un rebelde sin pausa, editado por el ayuntamiento de Rivas-Vaciamadrid.